# São Vicente (freguesia)
São Vicente is een plaats (freguesia) in de Portugese gemeente São Vicente en telt 3336 inwoners (2001).